# Террасса-Падована
Террасса-Падована (італ. Terrassa Padovana, вен. Terassa Padovana) — муніципалітет в Італії, у регіоні Венето, провінція Падуя.
Террасса-Падована розташована на відстані близько 380 км на північ від Рима, 40 км на південний захід від Венеції, 18 км на південь від Падуї.
Населення — 2692 особи (2014).

## Демографія
Населення за роками:

Станом на 1 січня 2023 року в муніципалітеті офіційно проживало 166 іноземців з 25 країн, серед них 48 громадян країн Євросоюзу та 5 громадян України.

## Сусідні муніципалітети
- Арре
- Боволента
- Кандіана
- Картура
- Консельве